# Alexander Gräbeldinger
Alexander Gräbeldinger (* 24. August 1979 in Neuwied) ist ein deutscher Kolumnist und Buchautor.

## Leben
Als Schlagzeuger diverser Punk- und Hardcorebands begann er ab der Jahrtausendwende erste Beiträge für das Ox-Fanzine zu schreiben, in welchem er seit 2006 regelmäßig Kolumnen und Kurzgeschichten veröffentlicht.
Ein erster Sammelband seiner Kolumnen erschien 2008 unter dem Titel Ein bekotztes Feinrippunterhemd ist der Dresscode zu meinem Lebensgefühl. 2011 folgte Bald ist Weltuntergang, bitte weitersagen! sowie 2012 das Hörbuch Die Hölle ist hoffentlich ein warmes Plätzchen, um sich zu erholen, gelesen von Oliver Korittke. 2016 wurde mit Verloren im Weltall, verwahrlost auf Erden Gräbeldingers dritte Kolumnensammlung veröffentlicht. Das Theaterstück Wie ich beschloss, nie wieder zu schlafen und auf das Ende der Welt zu warten hatte im März 2018 im Kölner Studio 11 seine Uraufführung. 2020 erschien Ein Hörbuch namens Kotze – Punk-Ikonen vertonen das Idiotenleben von Alex Gräbeldinger. Eingelesen wurde das Hörbuch von MC Motherfucker (Terrorgruppe), Tobias Scheiße (Hammerhead), Wally Walldorf (Toxoplasma), Flöter (Pascow), Luise Fuckface (Lulu & die Einhornfarm), Achim Lauber (Supernichts, Detlef), Gin Tastique (Divakollektiv), Schlaffke Wolff (Zwakkelmann), Oile Lachpansen, Jörkk Mechenbier (Love A, Schreng Schreng & La La). Zusätzlich sind ausgewählte Songs der genannten Bands enthalten. 
Ein Poesiealbum namens Kotze, welches 2022 veröffentlicht wurde, vereint die Trilogie aller zuvor erschienenen Bücher in einem 600-seitigen Sammelband.

## Bücher
- Ein bekotztes Feinrippunterhemd ist der Dresscode zu meinem Lebensgefühl (Koketterie eines Gescheiterten). Kopfnuss Verlag 2008, ISBN 978-3-00-025025-5.
- Bald ist Weltuntergang, bitte weitersagen! (Anleitung zur Selbstdemontage). Kopfnuss Verlag 2011, ISBN 978-3-9812772-2-7.
- Verloren im Weltall, verwahrlost auf Erden (Durchhalteparolen für ein neues Jahrtausend). Tante Guerilla 2016, ISBN 978-3-9812772-4-1.
- Ein Poesiealbum namens Kotze (Trilogie). Kidnap Music 2022, ISBN 978-3-9812772-7-2.
- Lass uns einen Schritt zurücktreten und das Chaos bewundern, das wir angerichtet haben (Dialoge). Kidnap Music 2024, ISBN 978-3-9812772-8-9.

## Hörbücher
- Die Hölle ist hoffentlich ein warmes Plätzchen, um sich zu erholen – Oliver Korittke liest Kurzgeschichten von Alex Gräbeldinger. Kopfnuss Verlag 2012, ISBN 978-3-9812772-3-4.
- Ein Hörbuch namens Kotze – Punk-Ikonen vertonen das Idiotenleben von Alex Gräbeldinger. Tante Guerilla/Kidnap Music 2020, ISBN 978-3-9812772-5-8.

## Theater
- Wie ich beschloss, nie wieder zu schlafen und auf das Ende der Welt zu warten. UA: 16. März 2018, Köln, Studio 11.